# Élections générales néo-écossaises de 2013
L'élection générale néo-écossaise de 2013 a eu lieu le 8 octobre 2013 pour élire les députés à l'Assemblée législative de la Nouvelle-Écosse.
Les élections sont remportées par les libéraux, sous la direction de Stephen McNeil. La victoire précédente des libéraux remonte à 1998.
Sous la direction de Jamie Baillie (en), les progressistes-conservateurs obtiennent un meilleur résultat qu'en 2009 et forment l'opposition officielle, malgré un nombre de voix inférieur à celui du Nouveau Parti démocratique (NPD).
Le NPD, qui avait accédé au pouvoir pour la première fois en 2009 sous la direction de Darrell Dexter, arrive en troisième position. La dernière fois qu'un gouvernement néo-écossais n'avait obtenu qu'un seul mandat, c'était en 1882 (en). Dexter lui-même est défait dans la circonscription de Cole-Harbour-Portland-Valley, où le candidat libéral Tony Ince est élu.

## Résultats
| Parti libéral | Parti progressiste-conservateur | Nouveau Parti démocratique |
| 33 sièges     | 11 sièges                       | 7 sièges                   |
| ^             |                                 |                            |
| majorité      |                                 |                            |

### Par parti politique
| Parti | Parti                     | Chef               | # de candidats | Sièges | Sièges  | Sièges | Sièges     | Voix    | Voix  | Voix    |
| Parti | Parti                     | Chef               | # de candidats | 2009   | Dissol. | Élus   | Différence | #       | %     | % Diff. |
| ----- | ------------------------- | ------------------ | -------------- | ------ | ------- | ------ | ---------- | ------- | ----- | ------- |
|       | Libéral                   | Stephen McNeil     | 51             | 11     | 12      | 33     | 24         | 190 112 | 45,71 | +18,51  |
|       | Progressiste-conservateur | Jamie Baillie (en) | 51             | 10     | 7       | 11     | 4          | 109 452 | 26,31 | +1,77   |
|       | NPD                       | Darrell Dexter     | 51             | 31     | 31      | 7      | 21         | 111 622 | 26,84 | -18,40  |
|       | Vert                      | John Percy         | 16             | -      | -       | -      | -          | 3 528   | 0,85  | -1,49   |
|       | Indépendants              | Indépendants       | 7              | -      | -       | -      | -          | 1 238   | 0,30  | -0,38   |
|       | Vacant                    | Vacant             | Vacant         | Vacant | 2       |        |            |         |       |         |
| Total | Total                     | Total              | 176            | 52     | 52      | 51     |            | 415 952 | 100 % |         |

## Députés qui ne se représentent pas
Liste des députés ayant annoncé qu'ils ne se représenteraient pas pour la 62e législature de la Nouvelle-Écosse
Libéral
- Wayne Gaudet, Clare (en)
- Harold "Junior" Theriault (en), Digby-Annapolis (en)

Néo-démocrate
- Vicki Conrad (en), Queens (en)
- Howard Epstein (en), Halifax Chebucto (en)
- Bill Estabrooks (en), Timberlea-Prospect
- Marilyn More (en), Dartmouth-South-Portland-Valley (en)
- Michele Raymond (en), Halifax-Atlantic (en)
- Graham Steele (en), Halifax-Fairview (en)

## Sources
- (en) Cet article est partiellement ou en totalité issu de l’article de Wikipédia en anglais intitulé « Nova Scotia general election, 2013 » (voir la liste des auteurs).